# Gravitation
Gravitation (グラビテーション Gurabitēshon?) este o serie manga shōnen-ai scrisă de Maki Murakami. Mai târziu a fost adaptată într-o serie anime, regizată de Bob Shirohata.
Povestea urmează încercările lui Shuichi Shindou și ale trupei sale, Bad Luck, de a deveni cea mai în vogă trupă din Japonia. După cum spune și subiectul, anime-ul prezintă multă muzică și comedie, personaje diverse, dar și dramă și violență.
Inițial, publicarea manga-ului a încetat în 2002, având în total 12 volume, dar în 2007 publicarea ei a reînceput. Manga a fost licențiată și publicată în engleză de TOKYOPOP, iar romanul "Gravitation" a fost lansat în engleză de TOKYOPOP pe 7 martie 2006.
Un al doilea roman numit "Gravitation: Voice of Temptation" scris de Maki Murakami, a fost lansat în engleză de TOKYOPOP.

## Subiectul
Povestea gravitează în jurul unui cântăreț energetic, Shuichi Shindou, cu trupa lui, Bad Luck, și a încercărilor lui de a deveni cea mai în vogă trupă din Japonia, asemenea faimosului său idol Ryuuichi Sakuma, cântărețul formației Nittle Grasper. Într-o seară, Shuichi scria versurile pentru o melodie, când hârtia îi este luată de vânt, ajungând la un bărbat înalt și blond. Bărbatul îi spune lui Shuichi că nu are talent, fapt care îl rănește profund pe băiat. Aceasta a fost prima, dar nu și ultima întâlnire, Shuichi devenind interesat de bărbat . A doua zi mergând pe stradă în ploaie vede o mașină neagră. Sare în fața mașinii, aceasta pune frâna și din ea iese faimosul romancier Eiri Yuki. Acesta îl aduce acasă la el pe Shuichi si îi dă un prosop cu care să se șteargă de apă. Shuichi îl întreabă de ce îl urăște iar acesta i-a răspuns că urăște pe oricine încearcă să îi distrugă mașina. Aceastea nu au fost singurele întâlniri între ei. Familia lui Yuki încerca să-l țină departe pe Shuichi de acesta și de secretul său. Yuki până la urmă îi spune secretul iar Shuichi îi spune că poate să fugă sau să moară dar el tot îl va găsi. La sfârșit în locul lui Shuichi cântă Ryuuichi Sakuma care îi spunea mereu lui Shuichi că este strălucitor. Shuichi este transportat cu avionul până deasupra locului în care era concertul și intră în sală prin acoperiș. De atunci Trupa Bad Luck formată din Shuichi Shindo, Hiroshi Nakano si Fujisaki a fost pe primul loc și Shuichi cu Yuki au rămas împreuna.

## Personaje
Shuichi Shindo
Shuichi este vocalistul trupei Bad Luck. Energia lui debordantă si lipsa lui de inspiratie exasperează adesea managerul ce promovează trupa și îi amuză pe ceilalți membri ai trupei. Deseori, încearcă să-i vadă zâmbetul iubitului utilizând diverse metode reușind prin a-l enerva la început, însă în final un zambet mic ascuns în colțul gurii este usor observabil,aproape inexistent.
Yuki Eiri
Poate fi caracterizat in două cuvinte: băiatul perfect. Trecutul lui ascunde o experiență neplacută și traumatizantă. Încercarea lui de a-și îngropa trecutul este un eșec total și el își dă seama de acest fapt în momentul în care ajunge să-l cunoască pe Shuichi. Din acel moment, viața lui capată o altă nuanță.